# West Highland Line

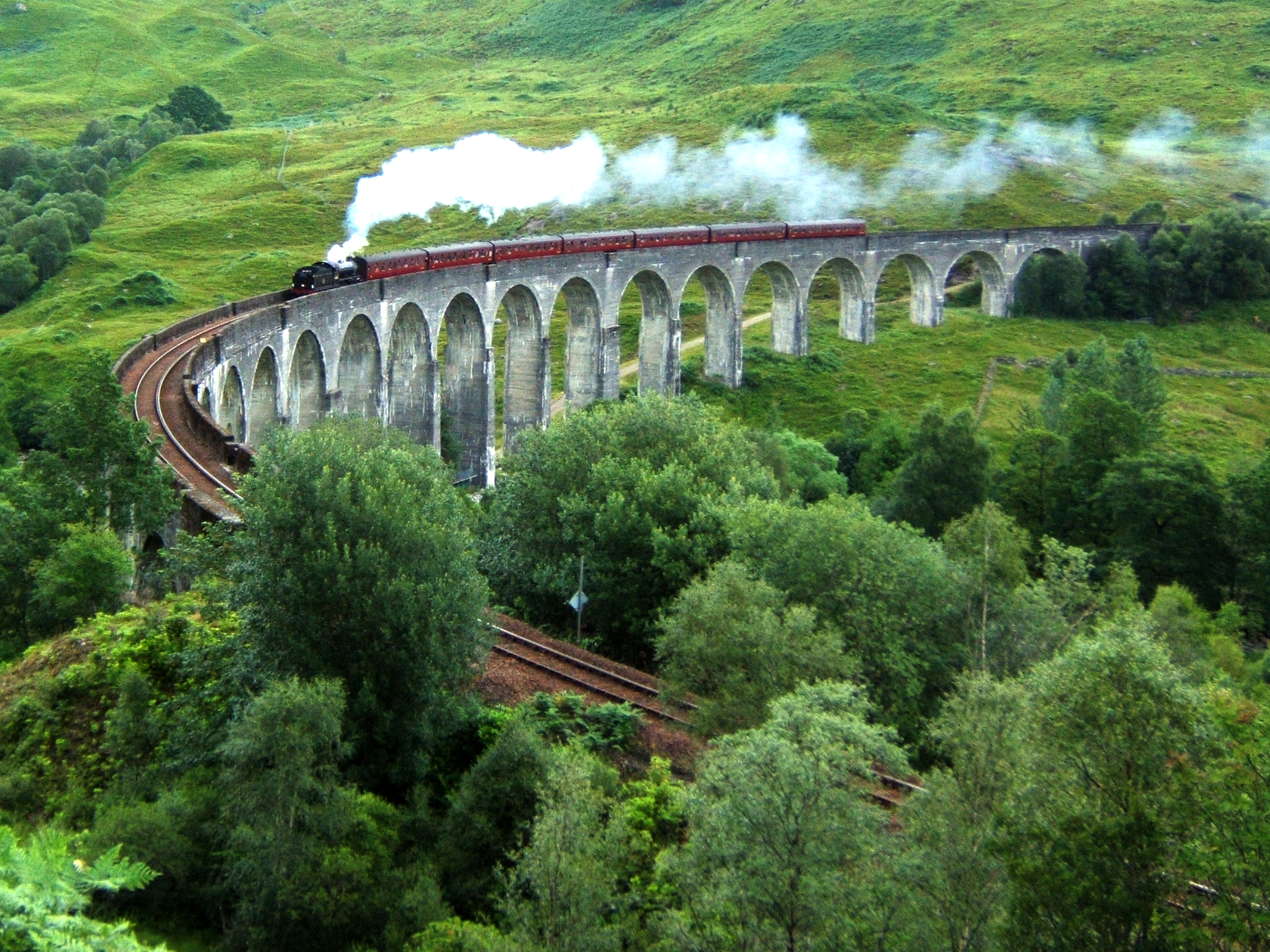
Viaduct in Glenfinnan

De West Highland Line (Schots-Gaelisch: Rathad Iarainn nan Eilean - IJzeren Weg naar de eilanden) biedt mooie uitzichten op het Schots landschap. Zij verbindt Glasgow met de havens van Oban en Mallaig. De West Highland Line is een versmelting van een aantal lijnen die gedurende het laatste kwart van de 19e eeuw werden aangelegd.

## De verbinding tussen Glasgow en Oban
De aannemers Lucas & Aird zetten 5000 arbeiders in en ze hadden bijna 5 jaar nodig om de verbinding af te werken. Het gedeelte van de lijn dat Rannoch Moor doorkruist, stelde de ingenieurs voor grote problemen. Omwille van de zompige ondergrond ligt de spoorlijn hier als het ware vlottend op een bed van takkenbossen, asse en afval.
Het gedeelte dat het laatst werd gebouwd, op het einde van 1893, ligt tussen Station Rannoch en Station Corrour. Hier was het veen plaatselijk 6 m diep zodat men een viaduct moest aanleggen. Te Cruach raakten treinen tijdens de winter vast in de sneeuw. Men legde dit stuk in de rotsen en overdekte het (Cruach Rock snowshed).
De ingenieurs logeerden in het hotel Moor of Rannoch. Het aanwezige water was brak. Men gaf de arbeiders toestemming om bier te drinken dat geleverd werd door Lord James Renton. Hij sponsorde de constructie van deze lijn omdat de treinen zijn landgoed in Glen Quoich veel toegankelijker maakten voor hemzelf en zijn gasten voor hun jachtpartijen. Uit dankbaarheid plaatsten de arbeiders een gedenksteen met zijn afbeelding aan de noordzijde van het perron van Station Rannoch.
Op 11 augustus 1894 werd de verbinding tussen Glasgow en Oban officieel opengesteld, het langste traject in Groot-Brittannië dat in een fase werd afgewerkt. Ook de weg die Statiion Rannoch met Loch Rannoch en verder verbindt, werd toen aangelegd. Alhoewel de promotiecampagne de nadruk legde op het feit dat hiermee de afgelegen Schotse gemeenschappen werden ontsloten, waren het vooral het goederenvervoer en de whiskydistilleerderijen, toeristen en de upperclass die in Schotland ging jagen die gebruikmaakten van de spoorwegverbinding.

## De link naar Mallaig
De link naar Mallaig ging in 1901 open. Ze voorzag in een lang verwachte verbinding met de haven en de visgronden van het noordwesten van Schotland. Nochtans leverde deze spoorlijn geen winst op in het begin van de 20e eeuw. Zaken gingen beter tussen 1920 en 1930, toen in Fort William een aluminiumsmeltoven werd geïnstalleerd. De stadsmensen uit Glasgow die het platteland wilden bezoeken reisden steeds vaker met de trein naar het noorden. Tijdens de Tweede Wereldoorlog won ze aan belang als verbindingsweg naar onder meer de haven bij Garelochhead en lochs waar de Royal Navy actief was.
Precair werd de toestand na de Tweede Wereldoorlog. Industriële activiteit in Corpach en een lokale campagne redden de lijn. Een rapport in 2004 toonde aan dat de bezetting qua reizigers de vijf vorige jaren met 20 % was gestegen.

### The Jacobite voor stoomtreinfanaten
The Jacobite is de naam voor de stoomtrein die sinds 1984 tussen Fort William en Mallaig rijdt. Wegens het succes wordt de dienst sinds 2011 tweemaal per dag verzekerd. De stoomtrein heeft zeker bijgedragen tot het in stand houden van de lijn

## Signalen en semaforen
In de begindagen van de spoorwegen werden treinen op zicht bestuurd. Toen de West Highland Line in dienst kwam, bestonden er al technische middelen om het treinverkeer, zeker als het over één spoor verliep, veiliger te laten verlopen. Het seinhuis in Station Rannoch bevat nog de apparatuur die nodig was om de wissels en signalen van op afstand te bedienen: een aantal hefbomen die de wissels en semaforen sturen. De wissels zorgden ervoor dat treinen op een zijspoor in het station werden gerangeerd om eventueel tegemoetkomend verkeer vrije doorgang te geven.
Een systeem dat een tijdlang in dienst was gaf trajecten vrij door het geven van tokens. Het waren metalen jetons, voorzien van een lus die de treinbestuurder al rijdend kon oppikken als het traject vóór hem vrij was en dat weer werd afgegeven als het traject werd verlaten. Daarbij hielden de stations contact via telefoon en telegraaf. Einde jaren tachtig van de 20e eeuw kwam het RETB-systeem (Radio Electronic Token Block) in dienst waarbij de trein een gecodeerd token meekrijgt als het traject vrij is en dat wordt teruggestuurd zodra hij het traject verlaat. Anno 2011 is de volledige lijn met dit veiligheidssysteem uitgerust.

## Trivia
Het Glennfinnanviaduct is bekend uit de  Harry Potterfilmreeks waarin de Zweinsteinexpres het gebogen viaduct passeert.

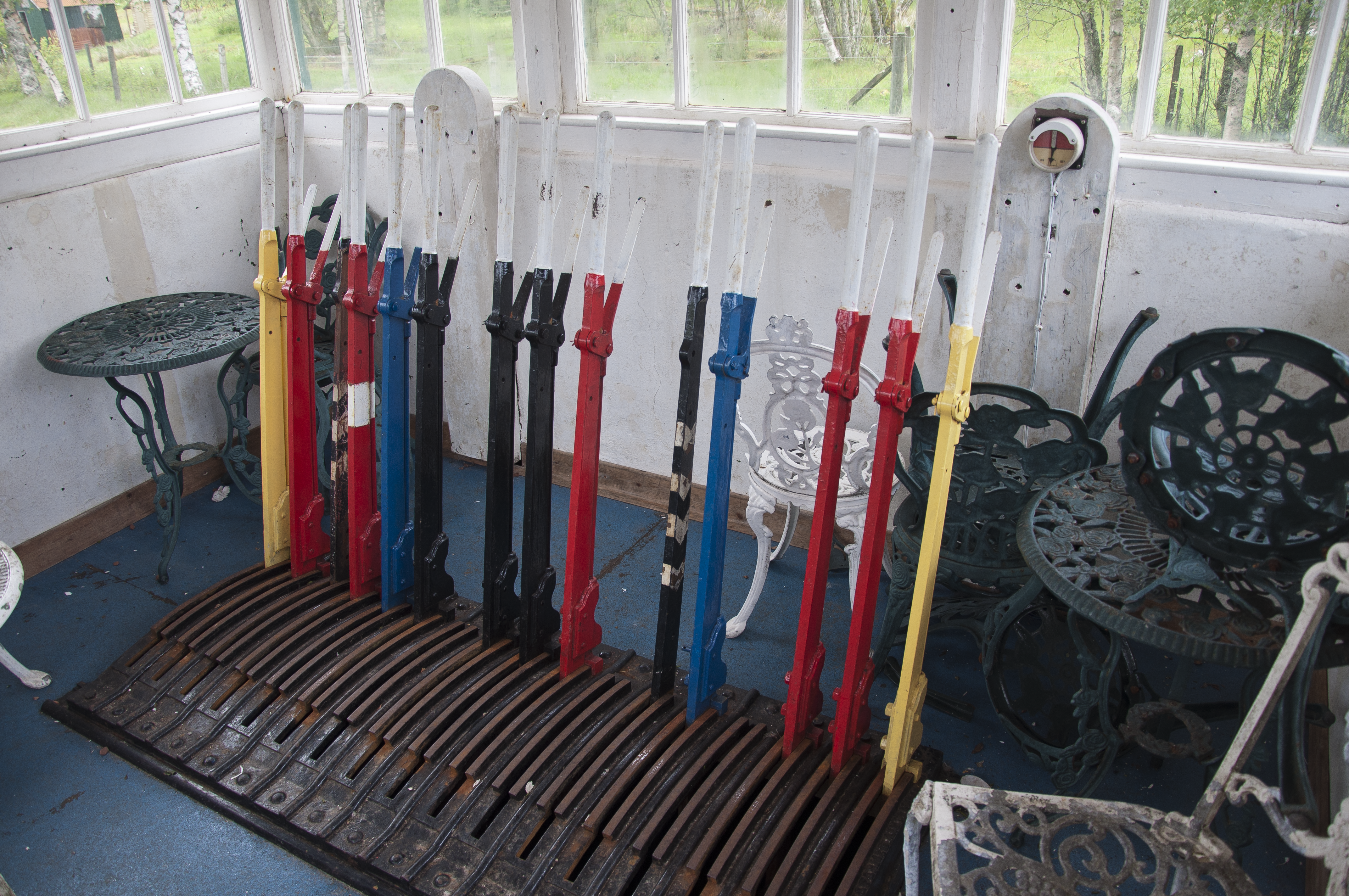
Het seinhuis van Station Rannoch
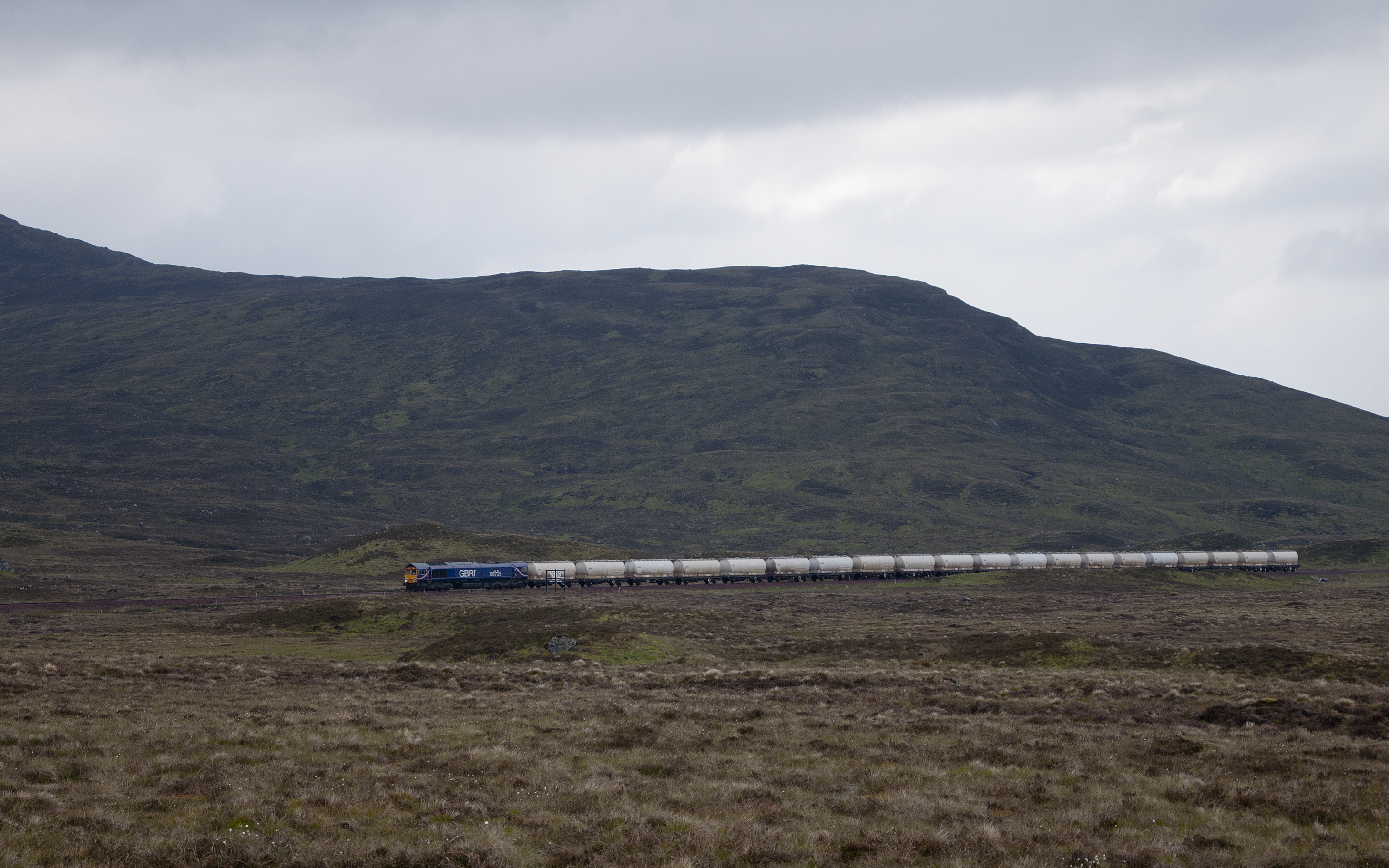
Een goederentrein GB Railfreight ten noorden van Station Corrour
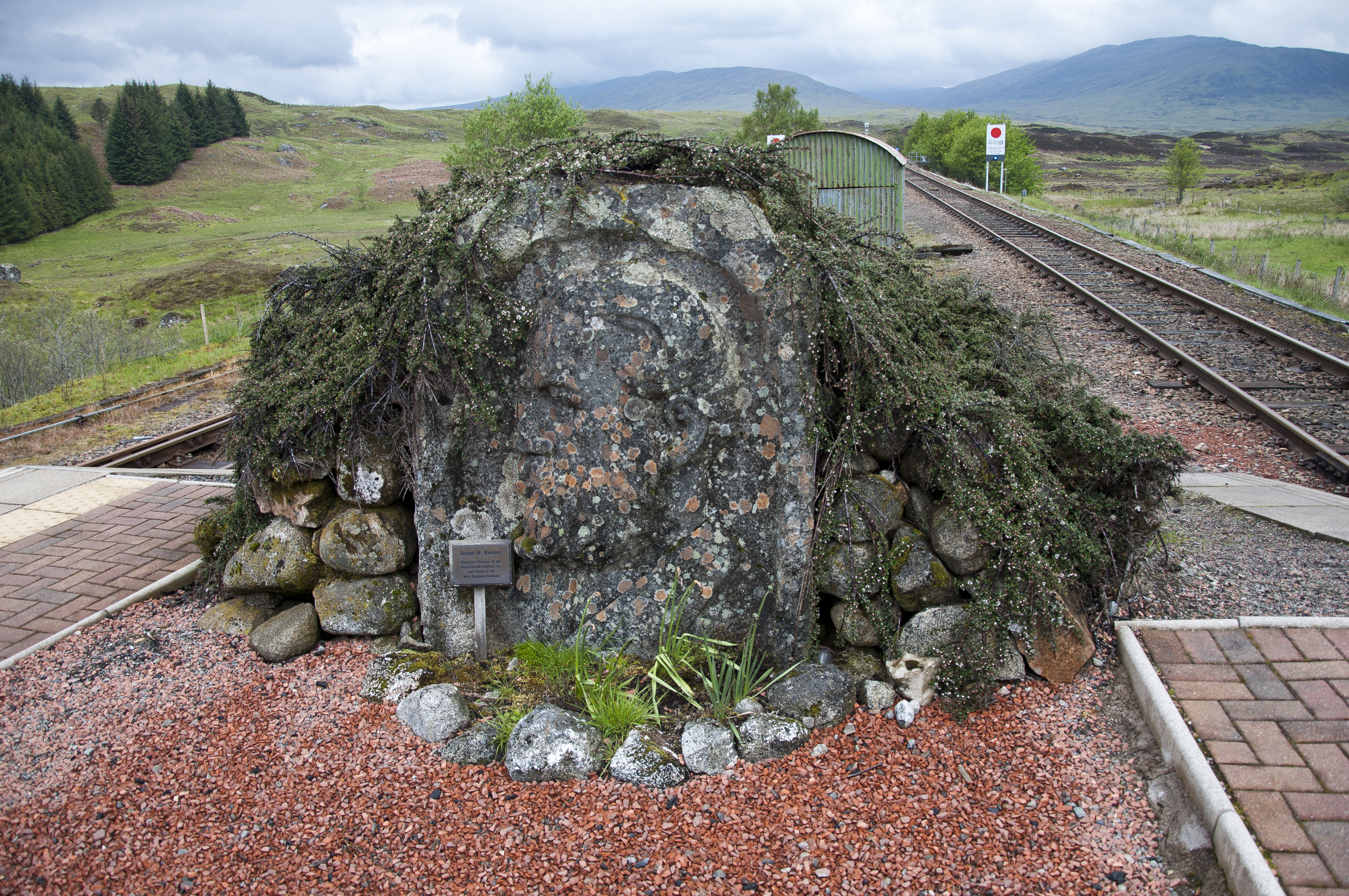
James H. Renton